# Quatrième circonscription de la Somme
La quatrième circonscription de la Somme est l'une des cinq circonscriptions législatives françaises que compte le département de la Somme (80) situé en région Hauts-de-France.

## Description géographique et démographique
Créée en 1958 pour la Ire législature de la Cinquième République, elle fut redécoupée en 1986 et en 2010.

### 1958-1986

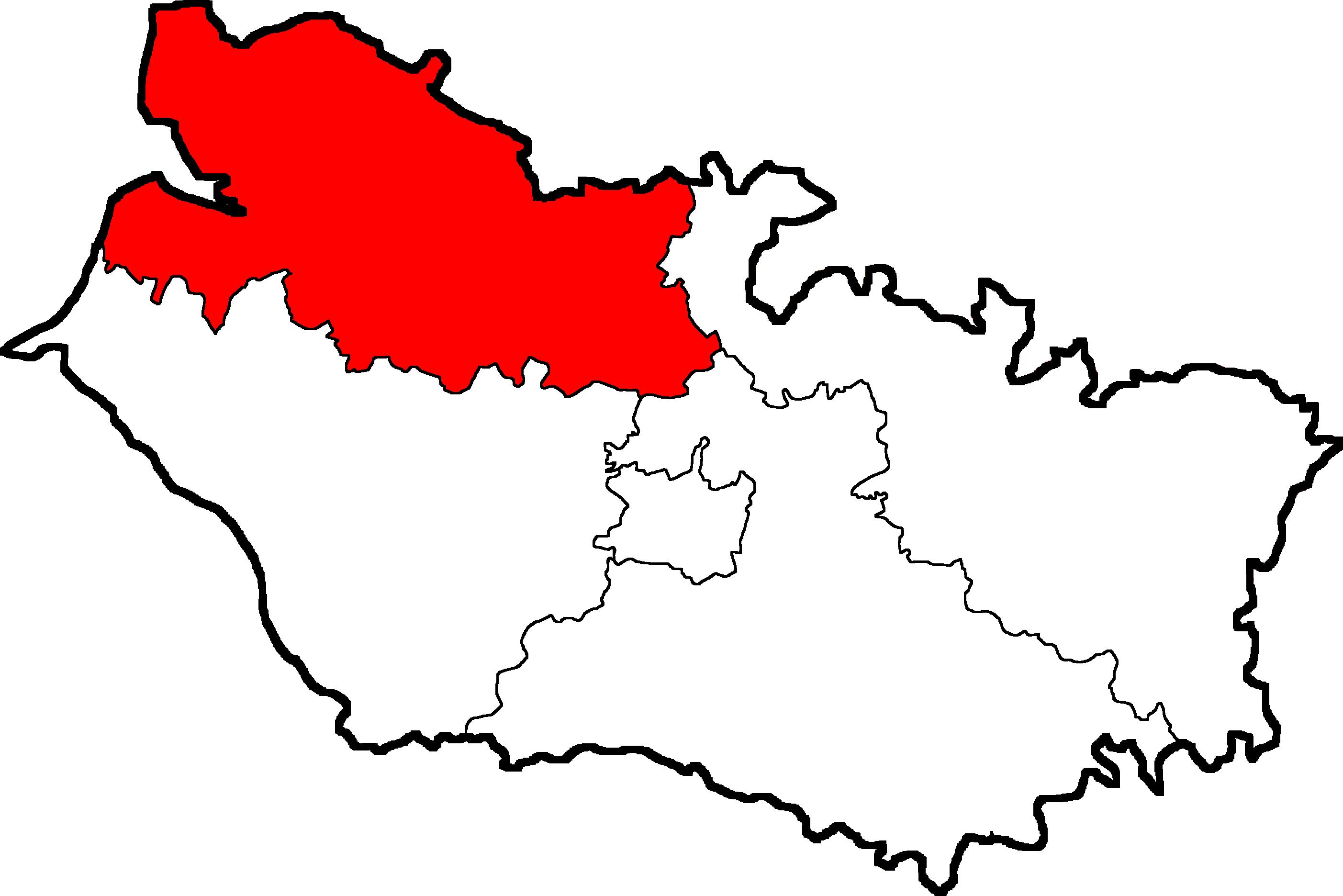
Circonscription de 1958 à 1986.

Par ordonnance du 13 octobre 1958 relative à l'élection des députés à l'Assemblée nationale, la première circonscription est créée et est délimitée par les cantons suivants:
- Canton d'Abbeville-Nord
- Canton d'Abbeville-Sud
- Canton d'Ailly-le-Haut-Clocher
- Canton de Bernaville
- Canton de Crécy-en-Ponthieu
- Canton de Nouvion
- Canton de Rue
- Canton de Saint-Valery-sur-Somme

### 1988-2012

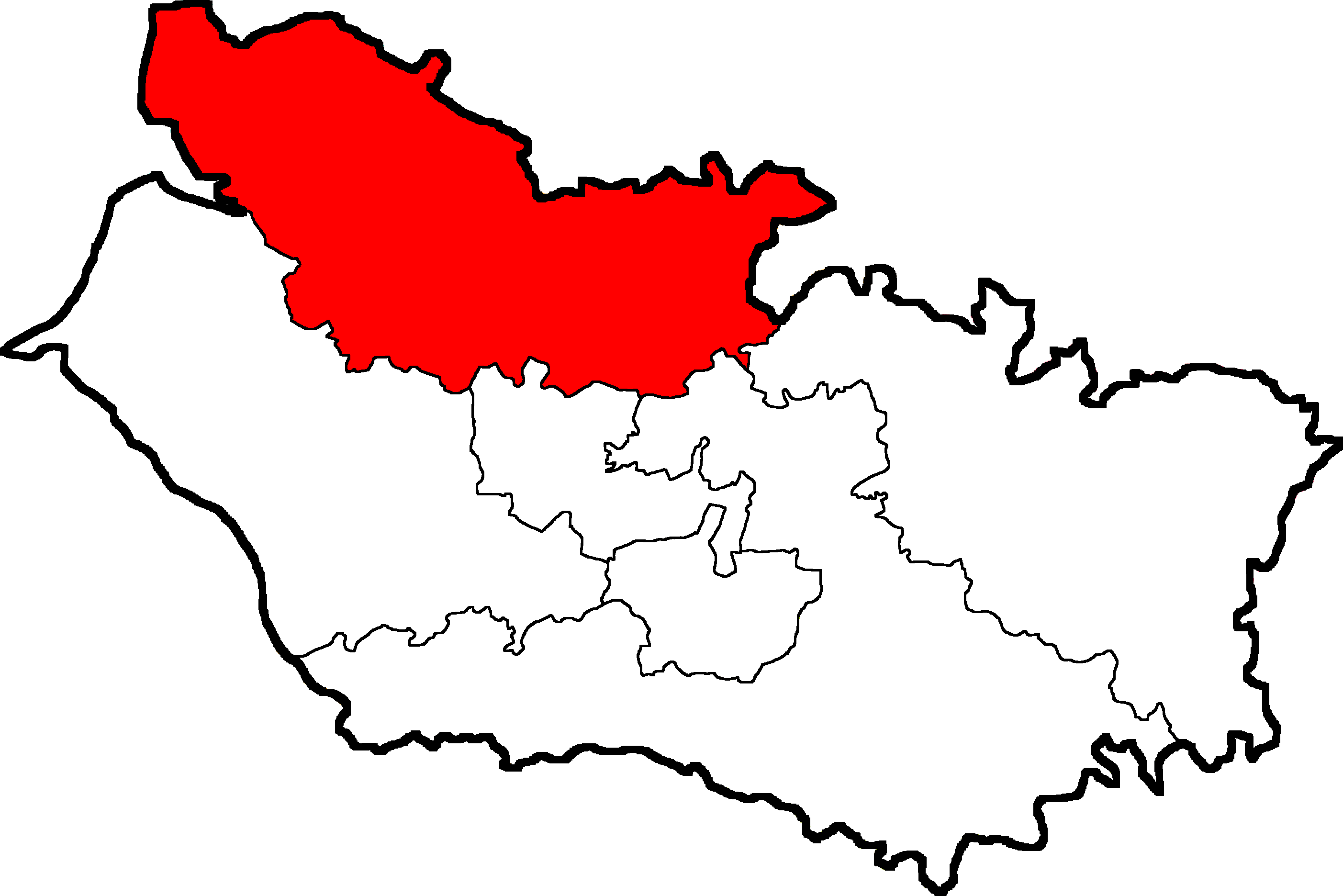
Circonscription de 1988 à 2012.

Pour l'élection législative de 1988, la quatrième circonscription de la Somme est délimitée par le découpage électoral de la loi n°86-1197 du 24 novembre 1986
, elle regroupe les divisions administratives suivantes :
- Canton d'Abbeville-Nord
- Canton d'Abbeville-Sud
- Canton d'Ailly-le-Haut-Clocher
- Canton de Bernaville
- Canton de Crécy-en-Ponthieu
- Canton de Doullens
- Canton de Nouvion
- Canton de Rue

Ainsi la circonscription intègre le canton de Doullens tandis que le canton de Saint-Valery-sur-Somme est rattaché à la troisième circonscription.
D'après le recensement général de la population en 1999, réalisé par l'Institut national de la statistique et des études économiques (INSEE), la population totale de cette circonscription est estimée à 91 937 habitants,.

### Depuis 2012

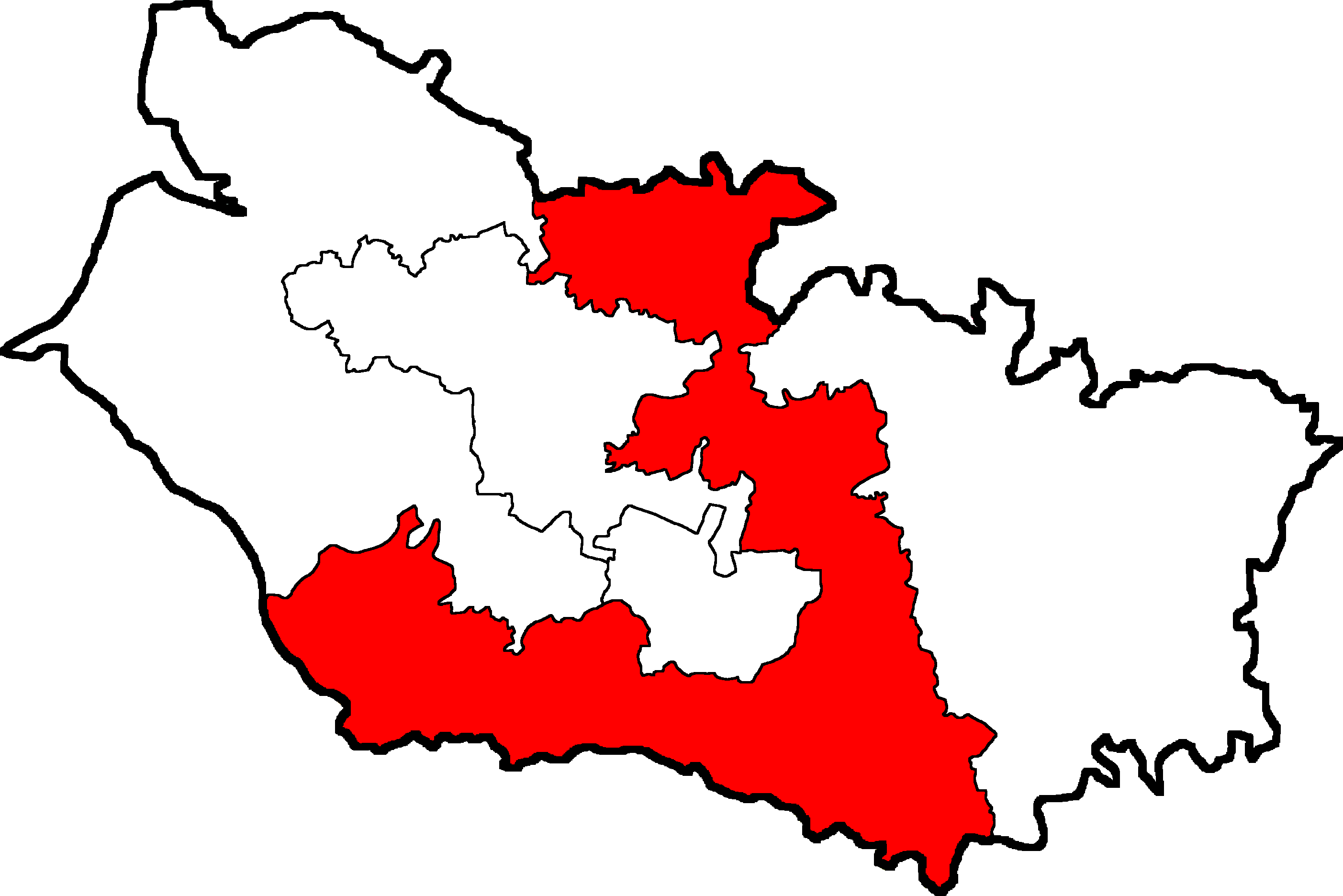
Circonscription depuis 2012.

À la suite du redécoupage des circonscriptions législatives françaises effectués en 2010, la circonscription est redécoupée tandis que le département perd 1 députés pour la prochaine élection législative de 2012. Elle incorpore désormais : 
- Canton d'Ailly-sur-Noye
- Canton de Bernaville
- Canton de Conty
- Canton de Corbie
- Canton de Doullens
- Canton de Hornoy-le-Bourg
- Canton de Montdidier
- Canton de Moreuil
- Canton de Poix-de-Picardie
- Canton de Villers-Bocage

Les cantons de Abbeville Nord, Abbeville Sud, Crécy-en-Ponthieu, Domart-en-Ponthieu, Doullens, Nouvion, Rue intègre la première et la troisième circonscription à la suite de la suppression de la sixième circonscription.

## Historique des députations

### 1958 - 1986
| Législature | Début de mandat | Fin de mandat  | Député          | Parti politique | Observations                                                                               |
| ----------- | --------------- | -------------- | --------------- | --------------- | ------------------------------------------------------------------------------------------ |
| Ire         | 9 décembre 1958 | 9 octobre 1962 | Max Lejeune     | SFIO            | Mandat écourté à la suite d'une dissolution parlementaire décidée par Charles de Gaulle.   |
| IIe         | 6 décembre 1962 | 2 avril 1967   | Max Lejeune     | SFIO            |                                                                                            |
| IIIe        | 3 avril 1967    | 30 mai 1968    | Max Lejeune     | SFIO            | Mandat écourté à la suite d'une dissolution parlementaire décidée par Charles de Gaulle.   |
| IVe         | 11 juillet 1968 | 1er avril 1973 | Max Lejeune     | SFIO            |                                                                                            |
| Ve          | 2 avril 1973    | 7 octobre 1977 | Max Lejeune     | MDSF            | Élu sénateur, son siège reste vacant à partir du 7 octobre 1977                            |
| Ve          | 7 octobre 1977  | 2 avril 1978   | Vacant          | Vacant          | Élu sénateur, son siège reste vacant à partir du 7 octobre 1977                            |
| VIe         | 3 avril 1978    | 22 mai 1981    | Chantal Leblanc | PCF             | Mandat écourté à la suite d'une dissolution parlementaire décidée par François Mitterrand. |
| VIIe        | 2 juillet 1981  | 1er avril 1986 | Jacques Becq    | PS              |                                                                                            |

### 1988 - 2012
| Législature | Début de mandat | Fin de mandat  | Député          | Parti politique | Observations                                                                          |
| ----------- | --------------- | -------------- | --------------- | --------------- | ------------------------------------------------------------------------------------- |
| IXe         | 23 juin 1988    | 1er avril 1993 | Jacques Becq    | PS              |                                                                                       |
| Xe          | 2 avril 1993    | 21 avril 1997  | Joël Hart,      | RPR,            | Mandat écourté à la suite d'une dissolution parlementaire décidée par Jacques Chirac. |
| XIe         | 12 juin 1997    | 18 juin 2002   | Francis Hammel, | PS,             |                                                                                       |
| XIIe        | 19 juin 2002    | 19 juin 2007   | Joël Hart,      | UMP,            |                                                                                       |
| XIIIe       | 20 juin 2007    | 19 juin 2012   | Gilbert Mathon  | PS              |                                                                                       |

### Depuis 2012
| Législature | Début de mandat | Fin de mandat | Député                | Parti politique | Observations |
| ----------- | --------------- | ------------- | --------------------- | --------------- | --- |
| XIVe        | 20 juin 2012    | 20 juin 2017  | Alain Gest            | UMP             | Président de la Communauté d'agglomération Amiens Métropole depuis 2014                                                                    |
| XVe         | 21 juin 2017    | 21 juin 2022  | Jean-Claude Leclabart | LREM            | Maire de La Faloise de 1997 à 2017 |
| XVIe        | 22 juin 2022    | 9 juin 2024   | Jean-Philippe Tanguy  | RN              | Conseiller régional des Hauts-de-France depuis 2021 Mandat écourté à la suite d'une dissolution parlementaire décidée par Emmanuel Macron. |
| XVIIe       | 8 juillet 2024  | En cours      | Jean-Philippe Tanguy  | RN              | Conseiller régional des Hauts-de-France depuis 2021                                                                                        |

## Historique des élections

### Élections de 1958
|                    | Max Lejeune élu | SFIO                      | 26 461 | 58,44  |  |  |  |
|                    | Lucien Morel    | PCF                       | 8 853  | 19,55  |  |  |  |
|                    | André Vion      | Divers droite (Gaulliste) | 8 349  | 18,44  |  |  |  |
|                    | Charles Appert  | UFF                       | 1 614  | 3,56   |  |  |  |
|                    |                 |                           |        |        |  |  |  |
| Inscrits           | Inscrits        | Inscrits                  | 55 553 | 100,00 |  |  |  |
| Abstentions        | Abstentions     | Abstentions               | 8 680  | 15,62  |  |  |  |
| Votants            | Votants         | Votants                   | 46 873 | 84,38  |  |  |  |
| Blancs et nuls     | Blancs et nuls  | Blancs et nuls            | 1 596  | 3,4    |  |  |  |
| Exprimés           | Exprimés        | Exprimés                  | 45 277 | 96,6   |  |  |  |
| Source : Data.gouv |                 |                           |        |        |  |  |  |

La suppléante de Max Lejeune était Hélène Lœuillet, directrice de la coopérative de Conteville, conseillère générale du canton de Crécy-en-Ponthieu.

### Élections de 1962
| Candidat           | Candidat                  | Parti          | Premier tour | Premier tour | Second tour | Second tour |  |
| Candidat           | Candidat                  | Parti          | Voix         | %            | Voix        | %           |  |
| ------------------ | ------------------------- | -------------- | ------------ | ------------ | ----------- | ----------- |  |
|                    | Max Lejeune sortant réélu | SFIO           | 19 297       | 45,73        | 19 803      | 45,59       |  |
|                    | André Pascal              | UNR-UDT        | 13 828       | 32,77        | 15 037      | 34,62       |  |
|                    | Paul Hédé                 | PCF            | 9 073        | 21,5         | 8 597       | 19,79       |  |
|                    |                           |                |              |              |             |             |  |
| Inscrits           | Inscrits                  | Inscrits       | 54 703       | 100,00       | 54 654      | 100,00      |  |
| Abstentions        | Abstentions               | Abstentions    | 10 849       | 19,83        | 10 288      | 18,82       |  |
| Votants            | Votants                   | Votants        | 43 854       | 80,17        | 44 366      | 81,18       |  |
| Blancs et nuls     | Blancs et nuls            | Blancs et nuls | 1 656        | 3,78         | 929         | 2,09        |  |
| Exprimés           | Exprimés                  | Exprimés       | 42 198       | 96,22        | 43 437      | 97,91       |  |
| Source : Data.gouv |                           |                |              |              |             |             |  |

La suppléante de Max Lejeune était Hélène Lœuillet.

### Élections de 1967
| Candidat           | Candidat                  | Parti          | Premier tour | Premier tour | Second tour | Second tour |  |
| Candidat           | Candidat                  | Parti          | Voix         | %            | Voix        | %           |  |
| ------------------ | ------------------------- | -------------- | ------------ | ------------ | ----------- | ----------- |  |
|                    | Max Lejeune sortant réélu | FGDS (SFIO)    | 22 473       | 48,22        | 30 059      | 67,37       |  |
|                    | André Pascal              | UD-Ve          | 13 801       | 29,62        | 14 557      | 32,63       |  |
|                    | Paul Hédé                 | PCF            | 10 327       | 22,16        | Retrait     | Retrait     |  |
|                    |                           |                |              |              |             |             |  |
| Inscrits           | Inscrits                  | Inscrits       | 54 495       | 100,00       | 54 480      | 100,00      |  |
| Abstentions        | Abstentions               | Abstentions    | 6 686        | 12,27        | 8 286       | 15,21       |  |
| Votants            | Votants                   | Votants        | 47 809       | 87,73        | 46 194      | 84,79       |  |
| Blancs et nuls     | Blancs et nuls            | Blancs et nuls | 1 208        | 2,53         | 1 578       | 3,42        |  |
| Exprimés           | Exprimés                  | Exprimés       | 46 601       | 97,47        | 44 616      | 96,58       |  |
| Source : Data.gouv |                           |                |              |              |             |             |  |

Le suppléant de Max Lejeune était Robert Viarre, Premier adjoint au maire d'Abbeville, conseiller général du canton d'Abbeville-Nord.

### Élections de 1968
| Candidat           | Candidat                  | Parti          | Premier tour | Premier tour | Second tour | Second tour |  |
| Candidat           | Candidat                  | Parti          | Voix         | %            | Voix        | %           |  |
| ------------------ | ------------------------- | -------------- | ------------ | ------------ | ----------- | ----------- |  |
|                    | Jacques Dézoteux          | UDR (URP)      | 21 517       | 45,34        | 22 299      | 46,67       |  |
|                    | Max Lejeune sortant réélu | FGDS (SFIO)    | 16 911       | 35,63        | 25 483      | 53,33       |  |
|                    | Guy Rocques               | PCF            | 8 185        | 17,25        | Retrait     | Retrait     |  |
|                    | Charles Blineau           | PSU            | 848          | 1,79         |             |             |  |
|                    |                           |                |              |              |             |             |  |
| Inscrits           | Inscrits                  | Inscrits       | 54 690       | 100,00       | 54 680      | 100,00      |  |
| Abstentions        | Abstentions               | Abstentions    | 6 567        | 12,01        | 6 161       | 11,27       |  |
| Votants            | Votants                   | Votants        | 48 123       | 87,99        | 48 519      | 88,73       |  |
| Blancs et nuls     | Blancs et nuls            | Blancs et nuls | 662          | 1,38         | 737         | 1,52        |  |
| Exprimés           | Exprimés                  | Exprimés       | 47 461       | 98,62        | 47 782      | 98,48       |  |
| Source : Data.gouv |                           |                |              |              |             |             |  |

Le suppléant de Max Lejeune était Robert Viarre.

### Élections de 1973
| Candidat           | Candidat                  | Parti          | Premier tour | Premier tour | Second tour | Second tour |  |
| Candidat           | Candidat                  | Parti          | Voix         | %            | Voix        | %           |  |
| ------------------ | ------------------------- | -------------- | ------------ | ------------ | ----------- | ----------- |  |
|                    | Max Lejeune sortant réélu | MDS (MR)       | 21 921       | 44,98        | 30 027      | 65,51       |  |
|                    | Albert Bécard             | PCF            | 11 848       | 24,31        | 15 806      | 34,49       |  |
|                    | Alain Ravennes            | UDR (URP)      | 10 677       | 21,91        | Retrait     | Retrait     |  |
|                    | Romaine Tronel            | PS (UGSD)      | 4 290        | 8,8          |             |             |  |
|                    |                           |                |              |              |             |             |  |
| Inscrits           | Inscrits                  | Inscrits       | 56 456       | 100,00       | 56 427      | 100,00      |  |
| Abstentions        | Abstentions               | Abstentions    | 6 601        | 11,69        | 7 337       | 13          |  |
| Votants            | Votants                   | Votants        | 49 855       | 88,31        | 49 090      | 87          |  |
| Blancs et nuls     | Blancs et nuls            | Blancs et nuls | 1 119        | 2,24         | 3 257       | 6,63        |  |
| Exprimés           | Exprimés                  | Exprimés       | 48 736       | 97,76        | 45 833      | 93,37       |  |
| Source : Data.gouv |                           |                |              |              |             |             |  |

Le suppléant de Max Lejeune était Gabriel Deray, ancien directeur de collège, conseiller général, maire de Rue.
Max Lejeune est élu Sénateur le 25 septembre 1977. Le siège reste vacant.

### Élections de 1978
| Candidat           | Candidat             | Parti          | Premier tour | Premier tour | Second tour | Second tour |  |
| Candidat           | Candidat             | Parti          | Voix         | %            | Voix        | %           |  |
| ------------------ | -------------------- | -------------- | ------------ | ------------ | ----------- | ----------- |  |
|                    | Chantal Leblanc élu  | PCF            | 14 454       | 26,19        | 27 988      | 50,24       |  |
|                    | Joël Hart            | RPR            | 11 984       | 21,71        | 27 723      | 49,76       |  |
|                    | Jacques Becq         | PS             | 11 299       | 20,47        | Retrait     | Retrait     |  |
|                    | Alain Jacques        | UDF (MDSF)     | 10 664       | 19,32        | Retrait     | Retrait     |  |
|                    | Yves de Laromiguière | UDF (PR)       | 3 888        | 7,04         |             |             |  |
|                    | Michel Duquef        | Écologie 78    | 1 623        | 2,94         |             |             |  |
|                    | Maryse Pernot        | LO             | 1 286        | 2,33         |             |             |  |
|                    |                      |                |              |              |             |             |  |
| Inscrits           | Inscrits             | Inscrits       | 63 606       | 100,00       | 63 547      | 100,00      |  |
| Abstentions        | Abstentions          | Abstentions    | 7 243        | 11,39        | 6 013       | 9,46        |  |
| Votants            | Votants              | Votants        | 56 363       | 88,61        | 57 534      | 90,54       |  |
| Blancs et nuls     | Blancs et nuls       | Blancs et nuls | 1 165        | 2,07         | 1 823       | 3,17        |  |
| Exprimés           | Exprimés             | Exprimés       | 55 198       | 97,93        | 55 711      | 96,83       |  |
| Source : Data.gouv |                      |                |              |              |             |             |  |

Le suppléant de Chantal Leblanc était Michel Boulanger, maire adjoint de Saint-Valery-sur-Somme.

### Élections de 1981
| Candidat       | Candidat                 | Parti            | Premier tour | Premier tour | Second tour | Second tour |  |
| Candidat       | Candidat                 | Parti            | Voix         | %            | Voix        | %           |  |
| -------------- | ------------------------ | ---------------- | ------------ | ------------ | ----------- | ----------- |  |
|                | Joël Hart                | RPR (UNM)        | 15 990       | 30,79        | 24 273      | 45,02       |  |
|                | Jacques Becq élu         | PS               | 14 731       | 28,36        | 29 646      | 54,98       |  |
|                | Chantal Leblanc sortante | PCF              | 14 322       | 27,57        | Retrait     | Retrait     |  |
|                | Alain Jacques            | UDF (MDSF) (UNM) | 6 896        | 13,28        |             |             |  |
|                |                          |                  |              |              |             |             |  |
| Inscrits       | Inscrits                 | Inscrits         | 64 980       | 100,00       | 64 975      | 100,00      |  |
| Abstentions    | Abstentions              | Abstentions      | 12 233       | 18,83        | 9 539       | 14,68       |  |
| Votants        | Votants                  | Votants          | 52 747       | 81,17        | 55 436      | 85,32       |  |
| Blancs et nuls | Blancs et nuls           | Blancs et nuls   | 808          | 1,53         | 1 517       | 2,74        |  |
| Exprimés       | Exprimés                 | Exprimés         | 51 939       | 98,47        | 53 919      | 97,26       |  |

Le suppléant de Jacques Becq était Gilbert Gauthé, conseiller général du canton de Saint-Valery-sur-Somme.

### Élections de 1988
Les élections législatives françaises de 1988 ont eu lieu les dimanches 5 et 12 juin 1988.
Le taux d'abstention fut de 26,06 % au premier tour, et de 20,25 % au deuxième tour.
| Candidat                                  | Candidat          | Parti          | Premier tour | Premier tour | Second tour | Second tour |  |
| Candidat                                  | Candidat          | Parti          | Voix         | %            | Voix        | %           |  |
| ----------------------------------------- | ----------------- | -------------- | ------------ | ------------ | ----------- | ----------- |  |
|                                           | Joël Hart sortant | RPR (URC)      | 19 664       | 40,03        | 24 916      | 47,19       |  |
|                                           | Jacques Becq élu  | PS             | 18 423       | 37,51        | 27 888      | 52,81       |  |
|                                           | Chantal Leblanc   | PCF            | 7 736        | 15,75        |             |             |  |
|                                           | Serge Bierry      | FN             | 3 298        | 6,71         |             |             |  |
|                                           |                   |                |              |              |             |             |  |
| Inscrits                                  | Inscrits          | Inscrits       | 68 118       | 100,00       | 68 090      | 100,00      |  |
| Abstentions                               | Abstentions       | Abstentions    | 17 753       | 26,06        | 13 789      | 20,25       |  |
| Votants                                   | Votants           | Votants        | 50 365       | 73,94        | 54 301      | 79,75       |  |
| Blancs et nuls                            | Blancs et nuls    | Blancs et nuls | 1 244        | 2,47         | 1 497       | 2,76        |  |
| Exprimés                                  | Exprimés          | Exprimés       | 49 121       | 97,53        | 52 804      | 97,24       |  |
| Source : Le Monde du 6 juin 1988, page 29 |                   |                |              |              |             |             |  |

Le suppléant de Jacques Becq était Gilbert Temmermann, artisan peintre, conseiller général du canton de Domart-en-Ponthieu, maire de Canaples.

### Élections de 1993
| Candidat       | Candidat               | Parti          | Premier tour | Premier tour | Second tour | Second tour |  |
| Candidat       | Candidat               | Parti          | Voix         | %            | Voix        | %           |  |
| -------------- | ---------------------- | -------------- | ------------ | ------------ | ----------- | ----------- |  |
|                | Joël Hart élu          | RPR (UPF)      | 15 934       | 32,74        | 28 993      | 60,27       |  |
|                | Jacques Becq sortant   | PS (ADFP)      | 8 937        | 18,36        | 19 110      | 39,73       |  |
|                | Régis Lécuyer          | Divers droite  | 8 739        | 17,96        | Retrait     | Retrait     |  |
|                | Chantal Leblanc        | PCF            | 5 968        | 12,26        |             |             |  |
|                | Serge Bierry           | FN             | 4 970        | 10,21        |             |             |  |
|                | Jean-Pierre Guilloteau | LT-LNÉ         | 2 006        | 4,12         |             |             |  |
|                | Claude Fera            | GÉ (EÉ)        | 1 810        | 3,72         |             |             |  |
|                | Jean Kaczmarek         | MDD            | 307          | 0,63         |             |             |  |
|                |                        |                |              |              |             |             |  |
| Inscrits       | Inscrits               | Inscrits       | 69 261       | 100,00       | 69 245      | 100,00      |  |
| Abstentions    | Abstentions            | Abstentions    | 17 208       | 24,85        | 17 028      | 24,59       |  |
| Votants        | Votants                | Votants        | 52 053       | 75,15        | 52 217      | 75,41       |  |
| Blancs et nuls | Blancs et nuls         | Blancs et nuls | 3 382        | 6,5          | 4 114       | 7,88        |  |
| Exprimés       | Exprimés               | Exprimés       | 48 671       | 93,5         | 48 103      | 92,12       |  |

Le suppléant de Joël Hart était Paul-Henri Huré, notaire à Abbeville.

### Élections de 1997
| Candidat                     | Candidat                | Parti          | Premier tour | Premier tour | Second tour | Second tour |  |
| Candidat                     | Candidat                | Parti          | Voix         | %            | Voix        | %           |  |
| ---------------------------- | ----------------------- | -------------- | ------------ | ------------ | ----------- | ----------- |  |
|                              | Joël Hart sortant       | RPR            | 16 114       | 33,16        | 23 631      | 45,82       |  |
|                              | Francis Hammel élu      | PS             | 12 092       | 24,88        | 27 948      | 54,18       |  |
|                              | Chantal Leblanc         | PCF            | 7 812        | 16,07        |             |             |  |
|                              | Raynald Brasseur        | FN             | 6 364        | 13,09        |             |             |  |
|                              | Jean-Claude Padot       | LDI (MPF)      | 1 577        | 3,24         |             |             |  |
|                              | Paul Palacio            | LO             | 1 367        | 2,81         |             |             |  |
|                              | Dominique Reitzman      | PT             | 874          | 1,80         |             |             |  |
|                              | Claude Fera             | GÉ             | 850          | 1,75         |             |             |  |
|                              | Patricia Foubert        | MÉI            | 777          | 1,60         |             |             |  |
|                              | Marie-Bernadette Moreau | Les Verts      | 772          | 1,59         |             |             |  |
|                              |                         |                |              |              |             |             |  |
| Inscrits                     | Inscrits                | Inscrits       | 69 070       | 100,00       | 69 062      | 100,00      |  |
| Abstentions                  | Abstentions             | Abstentions    | 17 520       | 25,37        | 14 686      | 21,26       |  |
| Votants                      | Votants                 | Votants        | 51 550       | 74,63        | 54 376      | 78,74       |  |
| Blancs et nuls               | Blancs et nuls          | Blancs et nuls | 2 951        | 5,72         | 2 797       | 5,14        |  |
| Exprimés                     | Exprimés                | Exprimés       | 48 599       | 94,28        | 51 579      | 94,86       |  |
| Source : Assemblée nationale |                         |                |              |              |             |             |  |

La suppléante de Francis Hammel était Annie Roucoux, maire de Pont-Remy.

### Élections de 2002
| Candidat       | Candidat               | Parti            | Premier tour | Premier tour | Second tour | Second tour |  |
| Candidat       | Candidat               | Parti            | Voix         | %            | Voix        | %           |  |
| -------------- | ---------------------- | ---------------- | ------------ | ------------ | ----------- | ----------- |  |
|                | Joël Hart élu          | UMP              | 16 273       | 34,01        | 26 361      | 58,75       |  |
|                | Francis Hammel sortant | PS               | 10 725       | 22,41        | 18 509      | 41,25       |  |
|                | Jean Pilniak           | CPNT             | 6 364        | 13,3         |             |             |  |
|                | Jacqueline Bricour     | FN               | 4 606        | 9,63         |             |             |  |
|                | Régis Lecuyer          | UDF              | 3 797        | 7,93         |             |             |  |
|                | Chantal Leblanc        | PCF              | 2 527        | 5,28         |             |             |  |
|                | Laurent Van Elslande   | LCR              | 867          | 1,81         |             |             |  |
|                | Christine Santiago     | Extrême droite   | 710          | 1,48         |             |             |  |
|                | Béatrice Gatard        | Les Verts        | 640          | 1,34         |             |             |  |
|                | Paul Palacio           | LO               | 612          | 1,28         |             |             |  |
|                | Raymond Defosse        | Pôle républicain | 449          | 0,94         |             |             |  |
|                | Marie-Claire Rousselle | MNR              | 284          | 0,59         |             |             |  |
|                |                        |                  |              |              |             |             |  |
| Inscrits       | Inscrits               | Inscrits         | 71 815       | 100,00       | 71 806      | 100,00      |  |
| Abstentions    | Abstentions            | Abstentions      | 22 731       | 31,65        | 24 604      | 34,26       |  |
| Votants        | Votants                | Votants          | 49 084       | 68,35        | 47 202      | 65,74       |  |
| Blancs et nuls | Blancs et nuls         | Blancs et nuls   | 1 230        | 2,51         | 2 332       | 4,94        |  |
| Exprimés       | Exprimés               | Exprimés         | 47 854       | 97,49        | 44 870      | 95,06       |  |

Le suppléant de Joël Hart était Jérôme Crépin, avocat à Abbeville.

### Élections de 2007
| Candidat       | Candidat             | Parti          | Premier tour | Premier tour | Second tour | Second tour |  |
| Candidat       | Candidat             | Parti          | Voix         | %            | Voix        | %           |  |
| -------------- | -------------------- | -------------- | ------------ | ------------ | ----------- | ----------- |  |
|                | Joël Hart sortant    | UMP            | 17 236       | 38,17        | 22 077      | 48,38       |  |
|                | Gilbert Mathon élu   | PS             | 11 790       | 26,11        | 23 555      | 51,62       |  |
|                | Renaud Blondin       | CPNT           | 3 648        | 8,08         |             |             |  |
|                | Alexandra Mériguet   | FN             | 2 618        | 5,8          |             |             |  |
|                | François Vasseur     | UDF–MoDem      | 2 487        | 5,51         |             |             |  |
|                | Francis Hammel       | MRC            | 1 709        | 3,79         |             |             |  |
|                | Laurent Van Elslande | Les Verts      | 1 245        | 2,76         |             |             |  |
|                | Patrick Sellier      | diss. PCF      | 1 069        | 2,37         |             |             |  |
|                | Frank Moncomble      | Les Verts      | 665          | 1,47         |             |             |  |
|                | Anne-Marie Mardyla   | MPF            | 553          | 1,22         |             |             |  |
|                | Jean-Claude Monflier | PCF            | 531          | 1,18         |             |             |  |
|                | Pierre Brissy        | PRG            | 452          | 1            |             |             |  |
|                | Paul Palacio         | LO             | 443          | 0,98         |             |             |  |
|                | Alex Hembert         | PT             | 323          | 0,72         |             |             |  |
|                | Jean-Louis Greau     | Divers         | 192          | 0,43         |             |             |  |
|                | Grégoire Demay       | MNR            | 189          | 0,42         |             |             |  |
|                |                      |                |              |              |             |             |  |
| Inscrits       | Inscrits             | Inscrits       | 73 104       | 100,00       | 73 099      | 100,00      |  |
| Abstentions    | Abstentions          | Abstentions    | 26 190       | 35,83        | 25 369      | 34,7        |  |
| Votants        | Votants              | Votants        | 46 914       | 64,17        | 47 730      | 65,3        |  |
| Blancs et nuls | Blancs et nuls       | Blancs et nuls | 1 764        | 3,76         | 2 098       | 4,4         |  |
| Exprimés       | Exprimés             | Exprimés       | 45 150       | 96,24        | 45 632      | 95,6        |  |

### Élections de 2012
| Candidat       | Candidat                 | Parti          | Premier tour | Premier tour | Second tour | Second tour |  |
| Candidat       | Candidat                 | Parti          | Voix         | %            | Voix        | %           |  |
| -------------- | ------------------------ | -------------- | ------------ | ------------ | ----------- | ----------- |  |
|                | Alain Gest sortant réélu | UMP            | 17 717       | 34,64        | 25 351      | 50,55       |  |
|                | Catherine Quignon        | PS             | 16 738       | 32,73        | 24 795      | 49,45       |  |
|                | Valéry Le Douguet        | FN             | 8 496        | 16,61        |             |             |  |
|                | Jean-Christophe Loric    | MoDem          | 3 226        | 6,31         |             |             |  |
|                | Agnès Fruittier          | FG (PG)        | 2 540        | 4,97         |             |             |  |
|                | Christian Wyttynck       | EÉLV           | 1 051        | 2,05         |             |             |  |
|                | Christophe Blondé        | DLR            | 634          | 1,24         |             |             |  |
|                | Pascal Flament           | LO             | 381          | 0,74         |             |             |  |
|                | Jean-Marie Desachy       | Sans étiquette | 363          | 0,71         |             |             |  |
|                |                          |                |              |              |             |             |  |
| Inscrits       | Inscrits                 | Inscrits       | 82 797       | 100,00       | 82 795      | 100,00      |  |
| Abstentions    | Abstentions              | Abstentions    | 30 659       | 37,03        | 30 604      | 36,96       |  |
| Votants        | Votants                  | Votants        | 52 138       | 62,97        | 52 191      | 63,04       |  |
| Blancs et nuls | Blancs et nuls           | Blancs et nuls | 992          | 1,9          | 2 045       | 3,92        |  |
| Exprimés       | Exprimés                 | Exprimés       | 51 146       | 98,1         | 50 146      | 96,08       |  |

### Élections de 2017
|                                                                           | |                           |                           |                          |                          |
|                                                                           | | Premier tour 11 juin 2017 | Premier tour 11 juin 2017 | Second tour 18 juin 2017 | Second tour 18 juin 2017 |
|                                                                           | |                           |                           |                          |                          |
|                                                                           | | Nombre                    | % des inscrits            | Nombre                   | % des inscrits           |
| Inscrits                                                                  | Inscrits                                                                                           | 84 033                    | 100,00                    | 84 026                   | 100,00                   |
| Abstentions                                                               | Abstentions                                                                                        | 39 917                    | 47,50                     | 44 453                   | 52,90                    |
| Votants                                                                   | Votants                                                                                            | 44 116                    | 52,50                     | 39 573                   | 47,10                    |
|                                                                           | |                           | % des votants             |                          | % des votants            |
| Bulletins blancs                                                          | Bulletins blancs                                                                                   | 1 066                     | 2,42                      | 3 098                    | 7,83                     |
| Bulletins nuls                                                            | Bulletins nuls                                                                                     | 321                       | 0,73                      | 1 175                    | 2,97                     |
| Suffrages exprimés                                                        | Suffrages exprimés                                                                                 | 42 729                    | 96,86                     | 35 300                   | 89,20                    |
|                                                                           | |                           |                           |                          |                          |
| Candidat Étiquette politique (partis et alliances)                        | Candidat Étiquette politique (partis et alliances)                                                 | Voix                      | % des exprimés            | Voix                     | % des exprimés           |
|                                                                           | |                           |                           |                          |                          |
|                                                                           | Jean-Claude Leclabart La République en marche                                                      | 13 977                    | 32,71                     | 20 463                   | 57,97                    |
|                                                                           | Éric Richermoz Front national                                                                      | 9 266                     | 21,69                     | 14 837                   | 42,03                    |
|                                                                           | Martin Domise Les Républicains (Union des démocrates et indépendants)                              | 7 726                     | 18,08                     |                          |                          |
|                                                                           | Christophe Hertout La France insoumise (Ensemble !)                                                | 5 540                     | 12,97                     |                          |                          |
|                                                                           | Élodie Heren Écologiste                                                                            | 2 091                     | 4,89                      |                          |                          |
|                                                                           | Christelle Hiver Union des démocrates et indépendants (Union des démocrates et indépendants diss.) | 1 783                     | 4,17                      |                          |                          |
|                                                                           | Patricia Wybo Debout la France                                                                     | 1 083                     | 2,53                      |                          |                          |
|                                                                           | Pascal Flament Lutte ouvrière                                                                      | 531                       | 1,24                      |                          |                          |
|                                                                           | Sabrina Le Corronc Extrême droite (Union des patriotes - Parti de la France)                       | 487                       | 1,14                      |                          |                          |
|                                                                           | Adam Makowski Divers (Union populaire républicaine)                                                | 245                       | 0,57                      |                          |                          |
| Source : Ministère de l'Intérieur - Quatrième circonscription de la Somme | |                           |                           |                          |                          |

### Élections de 2022
Les élections législatives françaises de 2022 se déroulent les dimanches 12 et 19 juin 2022.
|                                                    |                                                                                       |                           |                           |                          |                          |
|                                                    |                                                                                       | Premier tour 12 juin 2022 | Premier tour 12 juin 2022 | Second tour 19 juin 2022 | Second tour 19 juin 2022 |
|                                                    |                                                                                       |                           |                           |                          |                          |
|                                                    |                                                                                       | Nombre                    | % des inscrits            | Nombre                   | % des inscrits           |
| Inscrits                                           | Inscrits                                                                              | 85 122                    | 100                       | 85 112                   | 100                      |
| Abstentions                                        | Abstentions                                                                           | 41 991                    | 49,33                     | 42 561                   | 50,01                    |
| Votants                                            | Votants                                                                               | 43 131                    | 50,67                     | 42 551                   | 49,99                    |
|                                                    |                                                                                       |                           | % des votants             |                          | % des votants            |
| Bulletins blancs                                   | Bulletins blancs                                                                      | 1018                      | 2,36                      | 2986                     | 7,02                     |
| Bulletins nuls                                     | Bulletins nuls                                                                        | 285                       | 0,66                      | 845                      | 1,99                     |
| Suffrages exprimés                                 | Suffrages exprimés                                                                    | 41 828                    | 96,98                     | 38 720                   | 91,00                    |
|                                                    |                                                                                       |                           |                           |                          |                          |
| Candidat Étiquette politique (partis et alliances) | Candidat Étiquette politique (partis et alliances)                                    | Voix                      | % des exprimés            | Voix                     | % des exprimés           |
|                                                    |                                                                                       |                           |                           |                          |                          |
|                                                    | Jean-Philippe Tanguy Rassemblement national (L'Avenir français)                       | 13 575                    | 32,45                     | 21 136                   | 54,59                    |
|                                                    | Jean-Claude Leclabart* Ensemble                                                       | 10 497                    | 25,10                     | 17 584                   | 45,41                    |
|                                                    | Élodie Heren Nouvelle Union populaire écologique et sociale Europe Écologie Les Verts | 8 081                     | 19,32                     |                          |                          |
|                                                    | Vincent Jacques Les Républicains                                                      | 6 066                     | 14,50                     |                          |                          |
|                                                    | Jacques Maguin Reconquête                                                             | 1 259                     | 3,01                      |                          |                          |
|                                                    | Guy Vitoux Lutte ouvrière                                                             | 785                       | 1,88                      |                          |                          |
|                                                    | Dany Serreau Parti animaliste                                                         | 725                       | 1,73                      |                          |                          |
|                                                    | Rachèle Delgove Debout la France                                                      | 682                       | 1,63                      |                          |                          |
|                                                    | Adam Makowski Union populaire républicaine                                            | 158                       | 0,38                      |                          |                          |
| * Député sortant                                   |                                                                                       |                           |                           |                          |                          |

### Élections de 2024
| Candidat                 | Candidat                 | Parti et coalition       | Nuance                   | Premier tour | Premier tour | Second tour | Second tour |
| Candidat                 | Candidat                 | Parti et coalition       | Nuance                   | Voix         | %            | Voix        | %           |
| ------------------------ | ------------------------ | ------------------------ | ------------------------ | ------------ | ------------ | ----------- | ----------- |
|                          | Jean-Philippe Tanguy     | LAF (RN)                 | RN                       | 28 559       | 49,62        | 31 468      | 57,48       |
|                          | Anthony Gest             | RE (ENS)                 | ENS                      | 10 631       | 18,47        | 23 276      | 42,52       |
|                          | Élodie Héren             | LÉ (NFP)                 | UG                       | 9 789        | 17,01        |             |             |
|                          | Vincent Jacques          | LR (UDC)                 | LR                       | 7 759        | 13,48        |             |             |
|                          | Guy Vitoux               | LO                       | EXG                      | 820          | 1,42         |             |             |
|                          |                          |                          |                          |              |              |             |             |
| Suffrages exprimés       | Suffrages exprimés       | Suffrages exprimés       | Suffrages exprimés       | 57 558       | 97,26        | 54 744      | 93,86       |
| Votes blancs             | Votes blancs             | Votes blancs             | Votes blancs             | 1 178        | 1,99         | 2 751       | 4,72        |
| Votes nuls               | Votes nuls               | Votes nuls               | Votes nuls               | 446          | 0,75         | 832         | 1,43        |
| Total                    | Total                    | Total                    | Total                    | 59 182       | 100          | 58 327      | 100         |
| Abstention               | Abstention               | Abstention               | Abstention               | 25 898       | 30,44        | 26 774      | 31,46       |
| Inscrits / participation | Inscrits / participation | Inscrits / participation | Inscrits / participation | 85 080       | 69,56        | 85 101      | 68,54       |

#### Département de la Somme
- La fiche de l'INSEE de cette circonscription : « Tableaux et Analyses de la quatrième circonscription de la Somme », sur insee.fr, site de l'Institut national de la statistique et des études économiques (consulté le 10 juin 2007) [PDF]

- « Tous les députés du département de la Somme depuis 1789 » [archive du 30 septembre 2007], sur assemblee-nationale.fr, site de l'Assemblée nationale française (consulté le 10 juin 2007)

- « Informations contentieuses sur le département de la Somme (Élections législatives de 2002) »(Archive.org • Wikiwix • Archive.is • Google • Que faire ?), sur conseil-constitutionnel.fr, site du Conseil constitutionnel (consulté le 13 juin 2007)

#### Circonscriptions en France
- « Carte des circonscriptions législatives en France », sur assemblee-nationale.fr, site de l'Assemblée nationale française (consulté le 10 juin 2007)

- « Résultats électoraux officiels en France »(Archive.org • Wikiwix • Archive.is • Google • Que faire ?), sur interieur.gouv.fr, site du ministère de l'Intérieur (France) (consulté le 13 juin 2007)

- Description et Atlas des circonscriptions électorales de France sur http://www.atlaspol.com, Atlaspol, site de cartographie géopolitique, consulté le 13 juin 2007.